# Poikkelisjärvi
Poikkelisjärvi är en sjö i kommunen Ylöjärvi i landskapet Birkaland i Finland. Sjön ligger 162,9 meter över havet. Arean är 51 hektar och strandlinjen är 5,64 kilometer lång. Sjön  ingår i Kumo älvs huvudavrinningsområde.   Den ligger omkring 68 km norr om Tammerfors och omkring 230 km norr om Helsingfors. 
Poikkelisjärvi ligger sydväst om Iso Mustajärvi. 